# Manilkara decrescens
Manilkara decrescens е вид растение от семейство Sapotaceae. Видът е застрашен от изчезване.

## Разпространение
Разпространен е в Бразилия (Баия).